# 太秦ライムライト
『太秦ライムライト』（うずまさライムライト）は、2014年6月14日に公開された日本映画。同年のファンタジア国際映画祭で、シュバル・ノワール賞（最優秀作品賞）と、日本人初の最優秀主演男優賞を受賞。

## 概要
数多くの時代劇を作り出してきた太秦を舞台に、時代劇を支えてきた人々の姿をチャールズ・チャップリンの『ライムライト』をモチーフに描いた作品。主演は「5万回斬られた男」の異名をもつ斬られ役俳優福本清三であり、福本にとっては本作が55年間の俳優人生で初の主演作となった。また、ヒロイン役の山本千尋も本作が映画初主演となる他、松方弘樹・栗塚旭などの時代劇俳優や、福本の所属する「東映剣会」の俳優、多くの時代劇映画で監督を務めた中島貞夫が出演している。
製作に際し、製作委員会に加わっている京都市と、プロデューサー・脚本の大野裕之が代表を務める「京都の映画・アニメ産業育成協会」が一般からの寄付を募り、これが制作費の一部として充てられている。
劇場上映に先立ち、TV編集版が2014年1月14日のNHK BSプレミアム「プレミアムシアター」で先行放送された。
2014年11月24日にアメリカのロサンゼルスでプレミア上映が決定し、12月5日からアメリカ主要都市で劇場公開が決定した。また、2015年7月にはパリでプレミア上映が開催された。
京都みなみ会館にて「福本清三:追悼上映（2021年1月29〜2月11日）」が行われた。
時代劇専門チャンネルでは2021年1月31日に「追悼:福本清三『太秦ライムライト』」として放送された。

## あらすじ
かつて「日本のハリウッド」と呼ばれた京都・太秦。太秦の日映撮影所に所属する香美山は、斬られ役一筋のベテラン大部屋俳優だが、時代劇の減少に伴い出番が減ってきていた。そんなある日、長年続いたテレビ時代劇『江戸桜風雲録』まで打ち切られ、主演の尾上は香美山に「また斬らせてくれ」と言い残して太秦を去る。斬られ役としての出番を完全に失った香美山は、映画パークのチャンバラショーに出演することになった。
映像作品での出番がない日々を送るなか、香美山は新人女優のさつきと出会う。どんな状況でも稽古を怠らないその姿に惹かれたさつきは香美山に殺陣の指導を請い、二人はいつしか師弟関係となる。やがてさつきは時代劇での殺陣をきっかけに、東京で活躍しスター女優となる。
時が経ち、『江戸桜風雲録』の劇場版の制作が決定。さつきは尾上と共に主演に抜擢される。久々の太秦での撮影を喜ぶさつきだったが、香美山は体調を崩して引退しており、いつの間にか大切なものを失っていたことに気づく。さつきは香美山の故郷を訪れ、かたくなに復帰を拒否する彼に稽古を申し込み、映画への出演を懇願する。一か月後、香美山は撮影所にいた。尾上との約束を果たすために。そして、最愛の弟子さつきに斬られるために……。

## 登場人物
香美山清一
演：福本清三
ベテランの「斬られ役」俳優。長年続いたテレビ時代劇の終了に伴い仕事が激減し、映画パークのチャンバラショーに出るようになる。そんな折、新人女優さつきに出会い、殺陣の指導をするうちに師弟関係となる。
伊賀さつき
演：山本千尋
新人女優。撮影所で熱心に稽古をしている香美山に出会い、その生き方に惹かれ、師弟関係となる。
田村美鶴
演：萬田久子
撮影所の俳優が集まる小料理屋の女将。かつては香美山も憧れた、往年の大女優。
先代 尾上清十郎
演：小林稔侍
往年の時代劇スターにして、時代劇『江戸桜風雲録』の初代主役。若き日の香美山に「斬られ方がうまいヤツは芝居がうまい」と声をかけ、愛用の木刀を渡して励ます。このシーンの台詞は、実際に福本が萬屋錦之介にかけられた言葉である。
尾上清十郎
演：松方弘樹
父である先代 尾上清十郎から『江戸桜風雲録』の主役を引き継いだ時代劇スター。番組の打ち切りに際し、香美山に「また斬らせてくれ」と誓う。
長沼兼一
演：本田博太郎
撮影所の演技課長。香美山たち大部屋俳優と深い信頼関係にある。
川島明彦
演：合田雅吏
昔ながらの時代劇を毛嫌いしている、俳優出身のプロデューサー。
東龍二郎
演：峰蘭太郎
撮影所所属の殺陣師。時代劇の制作本数減少に伴い引退する。
栗塚旭
演：栗塚旭（本人役）
新選組副長・土方歳三を演じる時代劇俳優。
太田邦彦
演：木下通博
香美山と同じくベテランの斬られ役俳優。
松本雄策
演：柴田善行
若手の大部屋俳優だったが、俳優の道を諦めてラーメン屋に転職する。
野々村たけし
演：多井一晃
香美山に憧れる若手俳優。
天野達也
演：中島ボイル
大部屋俳優だったが、早々に京都を離れ東京を目指す。
田村鮎奈
演：川嶋杏奈
美鶴の娘。料理屋を手伝ってはいるが、時代劇には興味がない。
工藤淳
演：尚玄
新感覚の時代劇『ODANOBU』の主演を務めることになったアイドル。時代劇については無知。
メグ
演 ：中村静香
工藤の恋人で『ODANOBU』のヒロイン役だったが、トラブルにより降板。さつきに役を譲ることになる。
和田シゲル
演：市瀬秀和
時代劇に無理解な映画監督。
香美山奈那子
演 ：海老瀬はな
香美山の亡き妻。若き日の香美山を病床から励ます。
北村京子
演：和泉ちぬ
撮影所所属の床山。
山崎奈緒
演：穂のか
先代 尾上清十郎の付き人
演：仁科貴
風間トオル
演：風間トオル（本人役）
中島貞夫
演：中島貞夫（本人役）
ベテラン映画監督。物語終盤で、劇場版『江戸桜風雲録』の監督を務める。

## スタッフ
- 制作 - イレブンアーツ・ジャパン、ユニークブレインズ
- 制作プロダクション - 東映京都撮影所
- 特別協力・海外セールス - NHKエンタープライズ
- エグゼクティブ・プロデューサー - 川畑宣尚
- プロデューサー - Ko Mori、大野裕之、佐野昇平
- 脚本 - 大野裕之
- 監督 - 落合賢
- 撮影 - クリス・フライリク
- 音楽 - 戸田信子、陣内一真
- 編集 - 洲崎千恵子
- 美術 - 吉田孝
- 照明 - 山中秋男
- 録音 - 林基継
- 助監督 - 中川裕介
- 殺陣 - 清家三彦（東映剣会）
- 協力プロデューサー - 浜野高広
- 制作プロデューサー - 増田悟司
- プロダクション統括 - 竹村寧人
- ラインプロデューサー - 森洋亮

## 配給
- 日本国内配給 - リバー株式会社
- 海外配給 - ELEVEN ARTS Studios

## 賞歴
- 第13回ニューヨーク・アジア映画祭： 最優秀観客賞[7]
- 第18回ファンタジア国際映画祭： シュバル・ノワール賞、最優秀主演男優賞（福本清三、最年長受賞）[2]
- カメラジャパン・フェスティバル： 観客賞[8]
- アジアン・フィルムフェスティバル： 最優秀観客賞[9]
- ハートランド映画祭： 作品優秀賞[10]
- 第10回おおさかシネマフェスティバル[11][12]
  - 2014年度ベストテン 第10位（日本映画の部）
  - 特別賞
- 第15回ニッポン・コネクション：ニッポンシネマ賞（最優秀作品賞）